# Paraliomera longimana
Paraliomera longimana är en kräftdjursart som först beskrevs av Alphonse Milne-Edwards 1865.  Paraliomera longimana ingår i släktet Paraliomera och familjen Xanthidae. Inga underarter finns listade i Catalogue of Life.